# Hyundai Pony
Hyundai Pony – samochód osobowy klasy kompaktowej produkowany pod południowokoreańską marką Hyundai w latach 1975 – 1990 na rynkach globalnych oraz w latach 1975–1995 w Europie.

## Pierwsza generacja

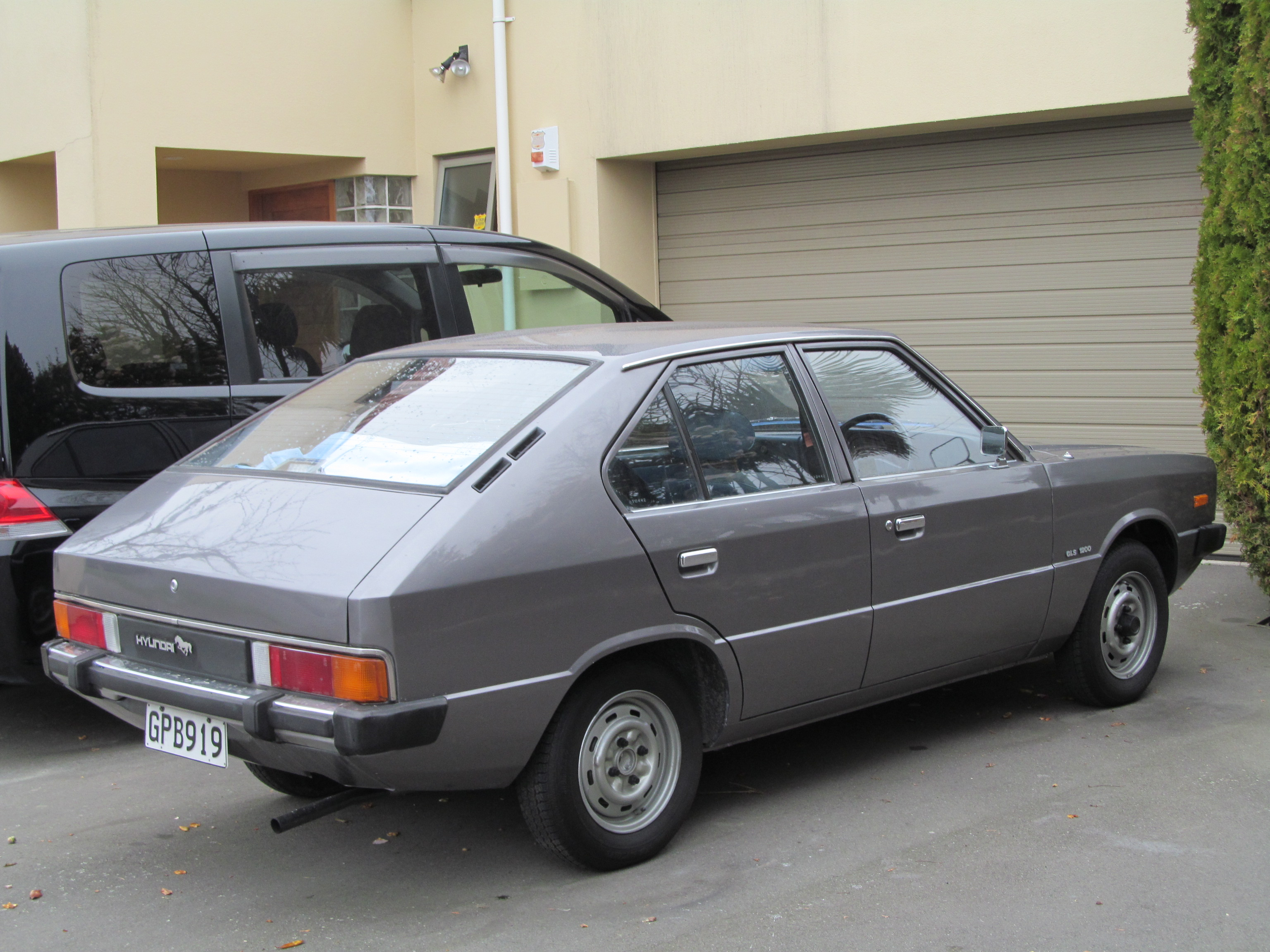
Hyundai Pony I - tył

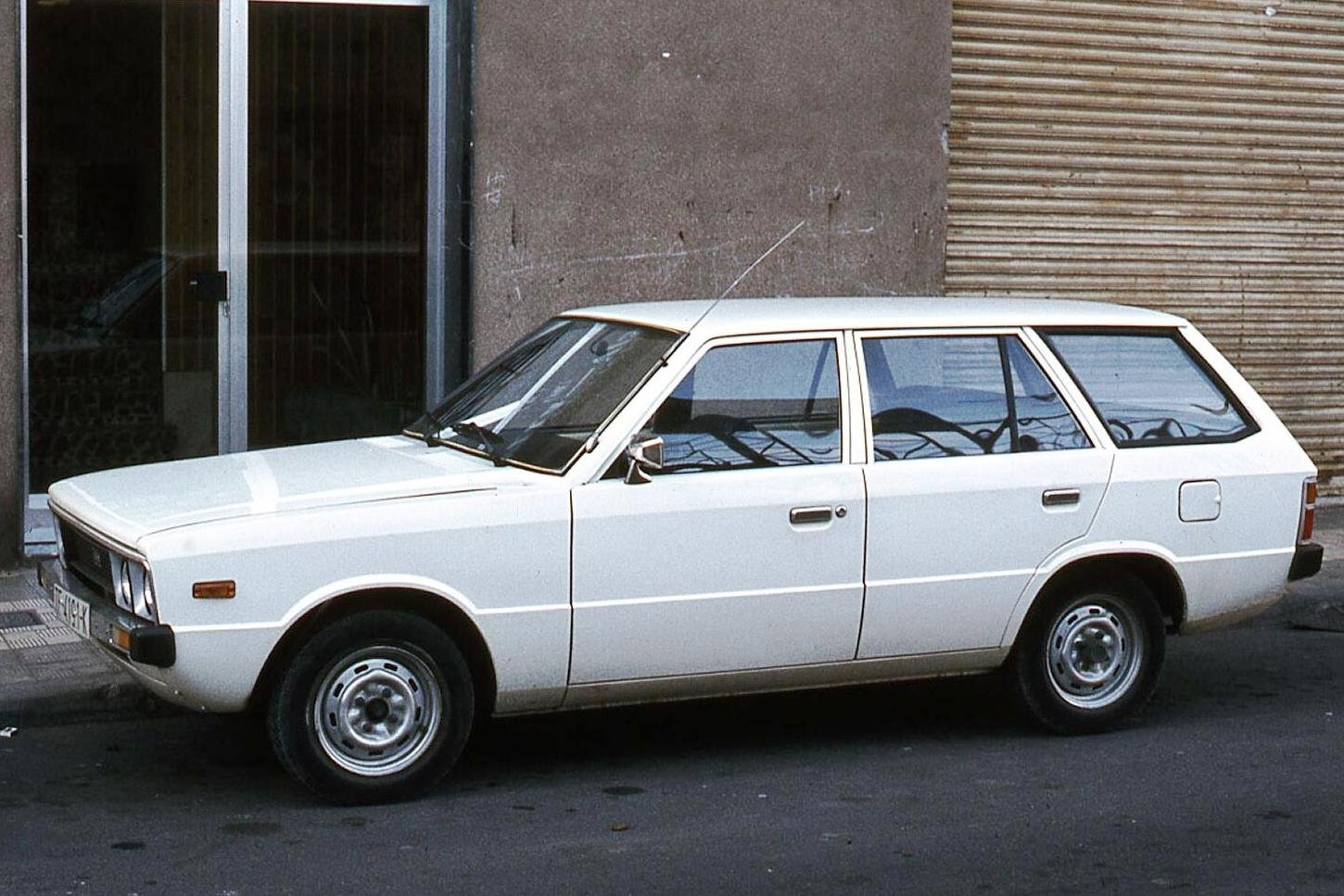
Hyundai Pony I Kombi

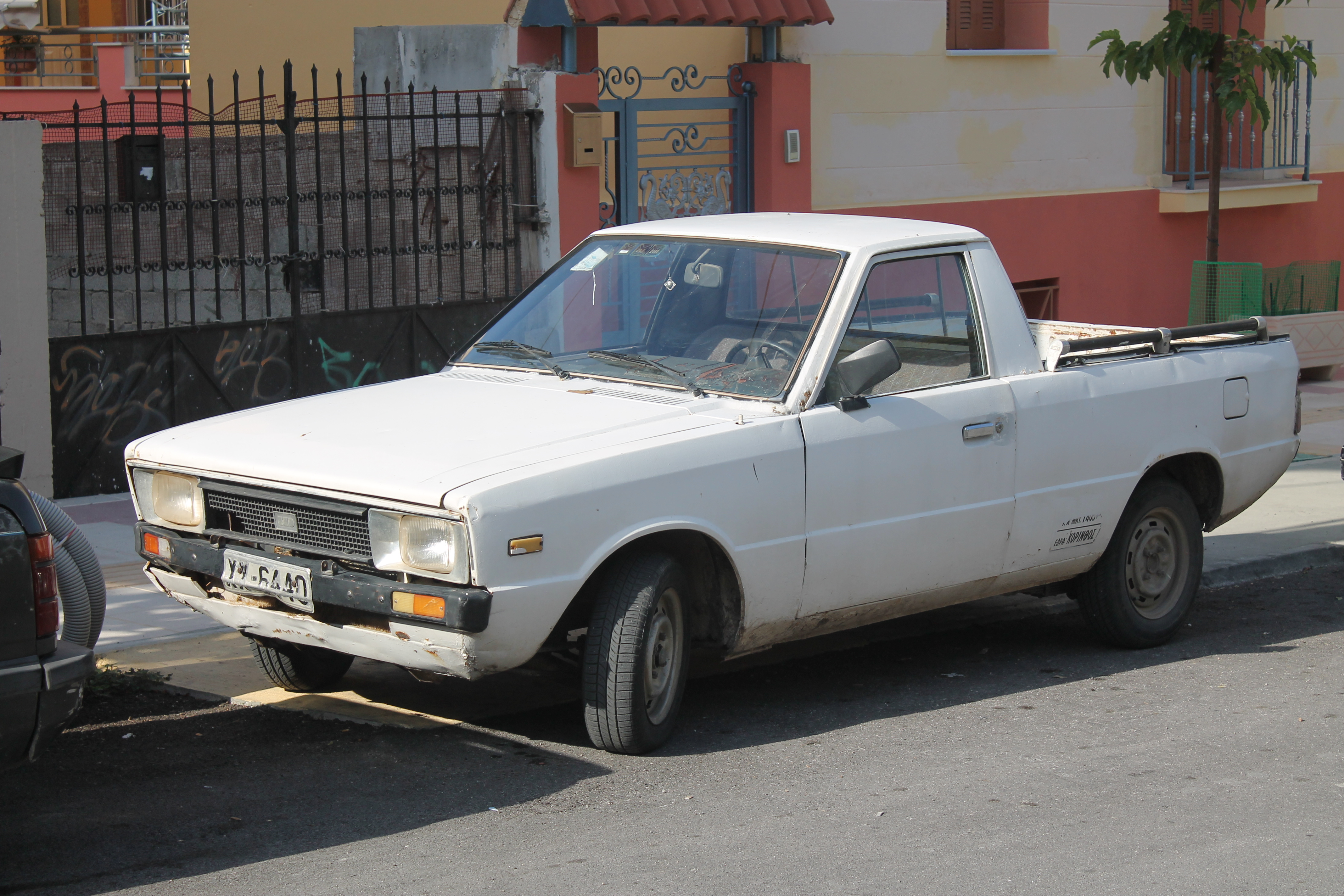
Hyundai Pony I Pickup

Hyundai Pony I został zaprezentowany po raz pierwszy w 1974 roku.
Światowa premiera pierwszego samodzielnie skonstruowanego samochodu Hyundaia odbyła się podczas 55. Targów Motoryzacyjnych w Turynie we Włoszech. Karoseria kompaktowego pojazdu została zaprojektowana przez włoskie studio projektowe Italdesign pod przewodnictwem projektanta Giorgio Giugiaro.
Pod kątem technicznym, jednostki napędowe zapożyczono od Mitsubishi, z kolei skrzynie biegów były konstrukcji ściśle współpracującego wówczas z Hyundaiem Forda.
Produkcja w zakładach Ulsan wraz ze sprzedażą została uruchomiona w grudniu 1975 roku. Hyundai Pony  był początkowo sprzedawany jedynie na rodzimym rynku Korei Południowej, z kolejnym rokiem stając się samochodem globalnym. W 1976 roku rozpoczęto eksport do Ameryki Południowej, a w 1978 roku także do Europy Zachodniej, Australii i Nowej Zelandii.
Pierwsza generacja Hyundaia Pony była jednocześnie pierwszym masowo produkowanym samochodem osobowym na globalną skalę w historii południowokoreańskiego przemysłu motoryzacyjnego. Konkurencyjna Kia i Saehan funkcjonowały wówczas wyłącznie na rynku rodzimym.
Samochód był dostępny łącznie w czterech wersjach nadwozia – najpierw jako czterodrzwiowy sedan, później wprowadzono wersję pick-up (maj 1976), kombi (kwiecień 1977). Najpóźniej do sprzedaży trafiła wersja trzydrzwiowy hatchback (w marcu 1980).

### Silniki
- L4 1.2l Mitsubishi
- L4 1.4l Mitsubishi
- L4 1.6l Mitsubishi

## Druga generacja

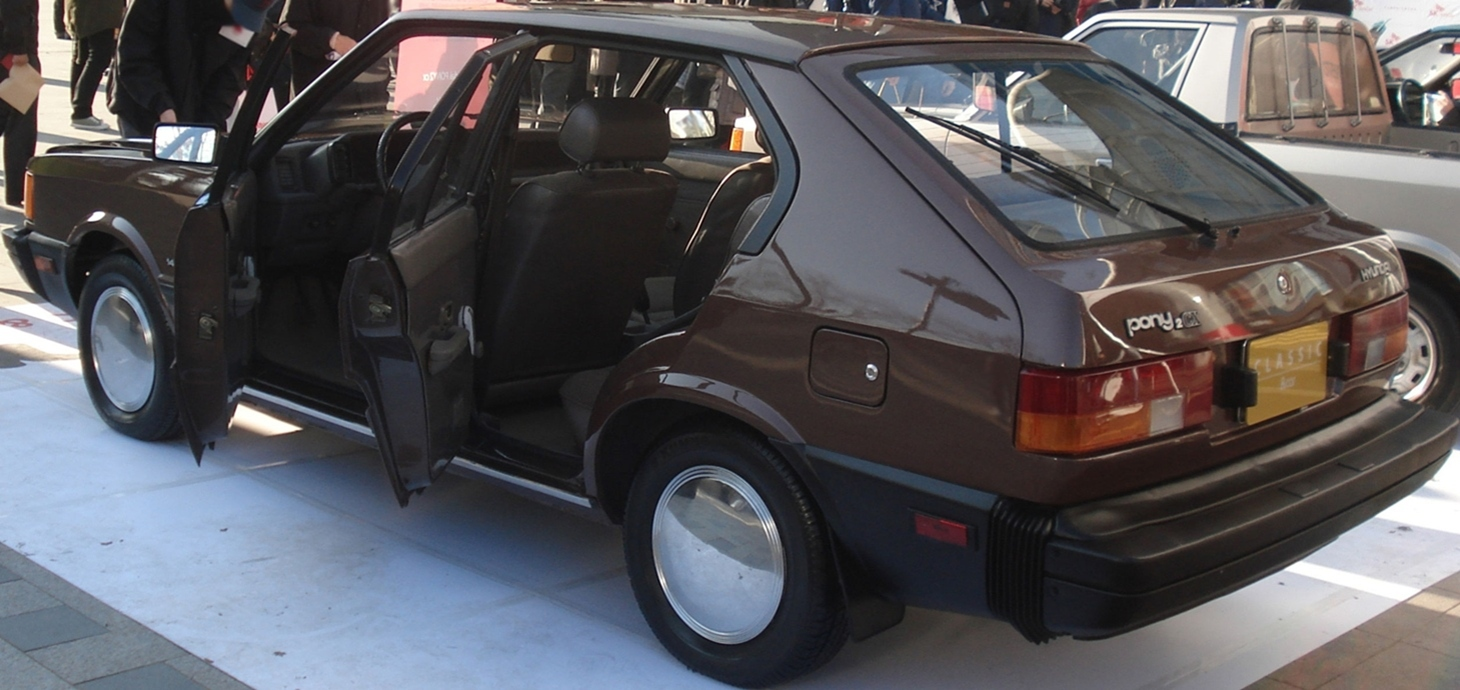
Hyundai Pony II - tył

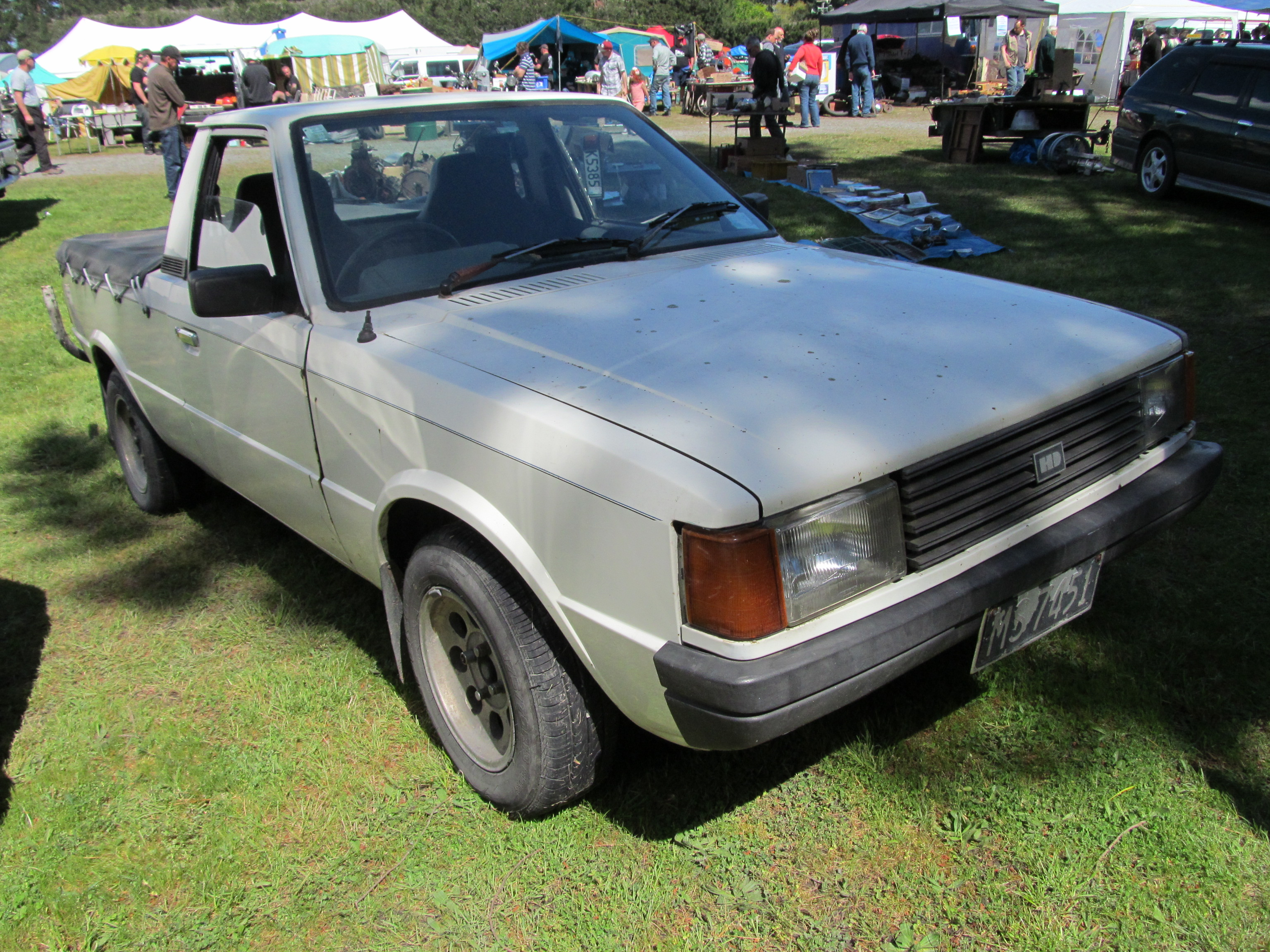
Hyundai Pony II Pickup

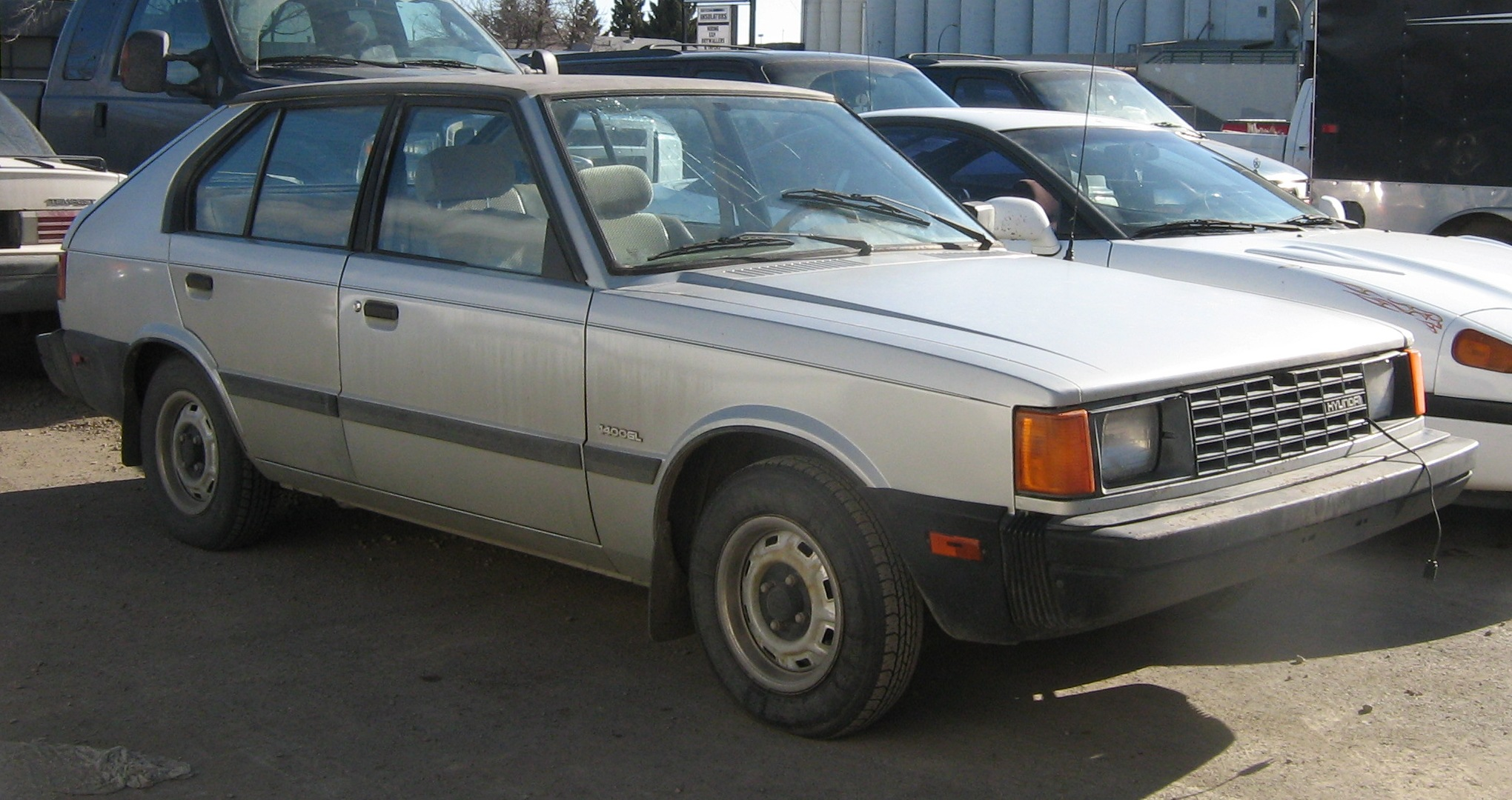
kanadyjski Hyundai Pony II

Hyundai Pony II został zaprezentowany po raz pierwszy w 1982 roku.
Druga generacja Pony nie była zbudowaną od podstaw nową konstrukcją, lecz głęboko zmodernizowanym poprzednikiem. W stosunku do niego nadwozie otrzymało ścięty pas przedni z zespolonymi, kanciastymi reflektorami, a także zamontowano czarną, plastikową atrapę chłodnicy. Zmianom uległ także wygląd tylnej części nadwozia, wytłoczenia bocznych paneli oraz wystrój kabiny pasażerskiej na czele z deską rozdzielczą.
W porównaniu do poprzednika, gama nadwoziowa została obszernie okrojona. Wycofano wersję sedan oraz kombi - Hyundai Pony II był dostępny jedynie jako pięciodrzwiowy hatchback oraz dwudrzwiowy pick-up.

### Sprzedaż
W 1982 Hyundai rozpoczął eksport modelu Pony II do Wielkiej Brytanii. Dwa lata później, w 1984 rozpoczęto także sprzedaż specjalnej wersji  Pony'ego II (przystosowanej do tamtejszych standardów) do Kanady. Samochód ten odniósł tam duży sukces; początkowo planowano sprzedaż około 5000 samochodów rocznie w Kanadzie – rzeczywisty wynik sprzedaży wynosił około 50 000 rocznie sprzedawanych tam modeli Pony'ego, wskutek czego marka Hyundai stała się jedną z najlepiej sprzedających się marek samochodowych w tam właśnie kraju.
Zabiegano również o wprowadzenie Hyundai'a Pony'ego II do sprzedaży w Stanach Zjednoczonych, lecz nie spełniał on tamtejszych norm emisji spalin.
W czasie, gdy sprzedaż na rynku kanadyjskim trwała do 1987 roku, w Europie Zachodniej zakończono ją już w 1985 roku na rzecz zupełnie nowego modelu. Na rynkach globalnych przyjął on nową nazwę Excel, w Europie stanowiąc kontynuację linii Pony.

### Silniki
- L4 1.2l Mitsubishi
- L4 1.4l Mitsubishi
- L4 1.6l Mitsubishi

## Trzecia generacja

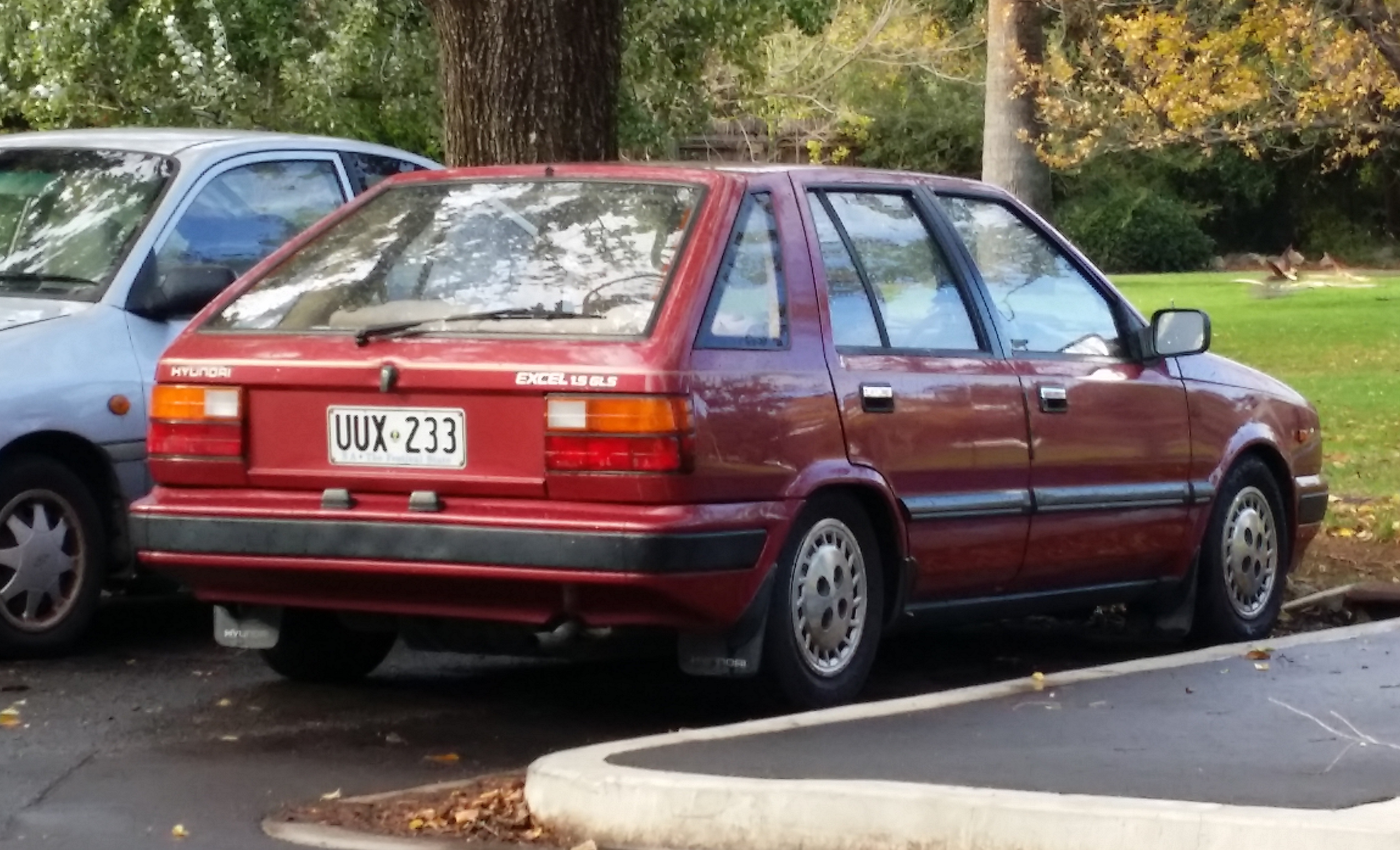
Hyundai Pony III - tył

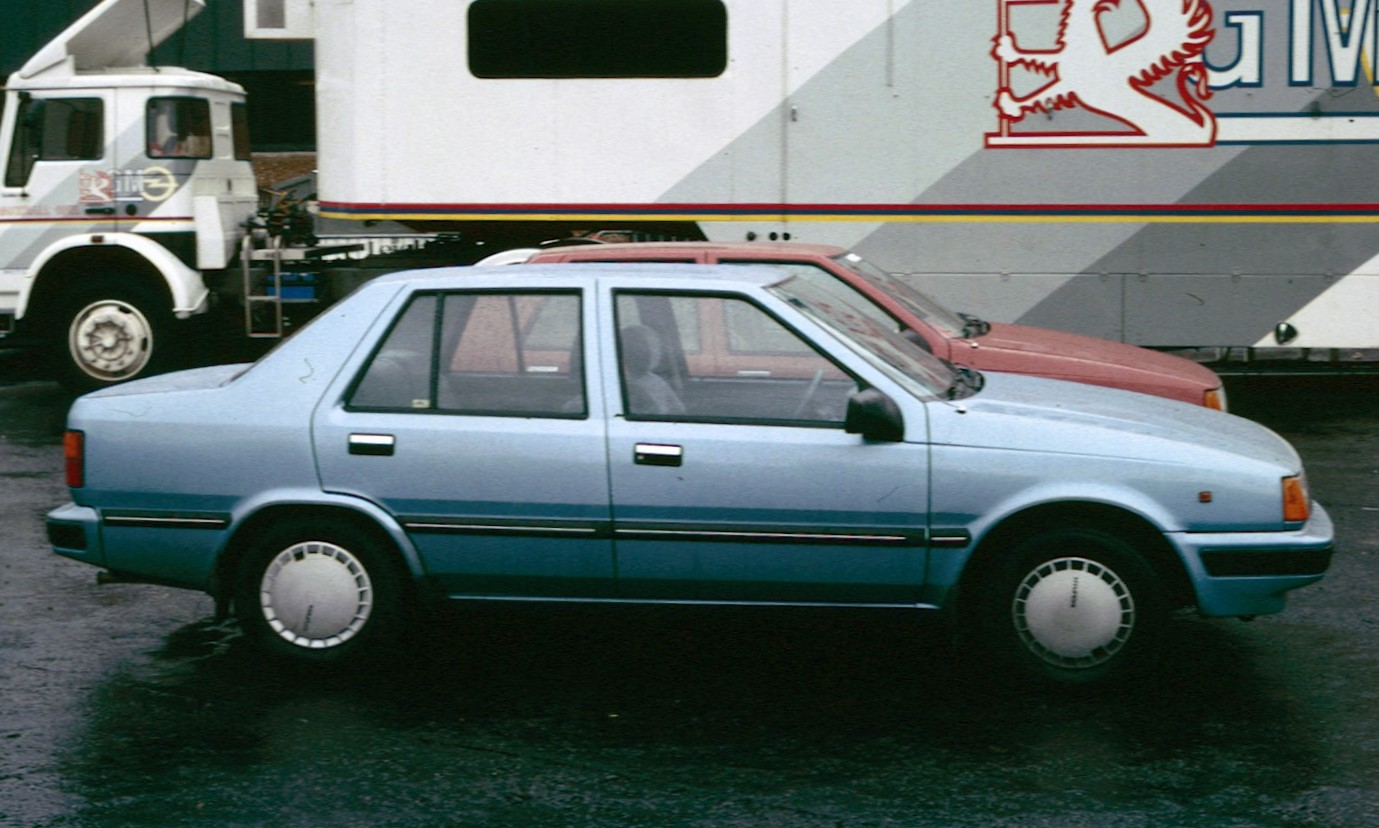
Hyundai Pony III Sedan

Hyundai Pony III został zaprezentowany po raz pierwszy w 1985 rok.
Wobec trzeciej generacji modelu, nazwa Pony stosowana była już wyłącznie dla rynku europejskiego. Samochód powstał jako zupełnie nowa konstrukcja, która zyskała bardziej opływową stylizację w stosunku do poprzednika i po raz pierwszy - napęd przedni. Pas przedni zyskał szerzej rozstawione reflektory, a także węższą plastikową atrapę chłodnicy. Tylna część nadwozia zyskała bardziej ścięty kształt, z dużą, trójkątną szybą między tylnymi drzwiami a klapą bagażnika.
Hyundai Pony III był dostępny w trzech wersjach nadwozia: jako trzy- oraz pięciodrzwiowy hatchback, a także jako czterodrzwiowy sedan z wyraźnie zarysowaną bryłą bagażnika. Na bazie Pony'ego opracowany został bardziej sportowo stylizowane, 2-drzwiowe coupe o nazwie Scoupe.

### Sprzedaż
Na rynkach globalnych Hyundai Pony trzeciej generacji otrzymał inną niż dotychczas nazwę Hyundai Excel. Pod nią pojazd był sprzedawany m.in. w Ameryce Północnej, Australii, Nowej Zelandii i rynkach azjatyckich na czele z wewnętrzną Koreą Południową. Dodatkowo, odmiana sedan oferowana była tam w topowym wariancie o nawie Presto.

### Silniki
- L4 1.3l
- L4 1.5l

## Czwarta generacja

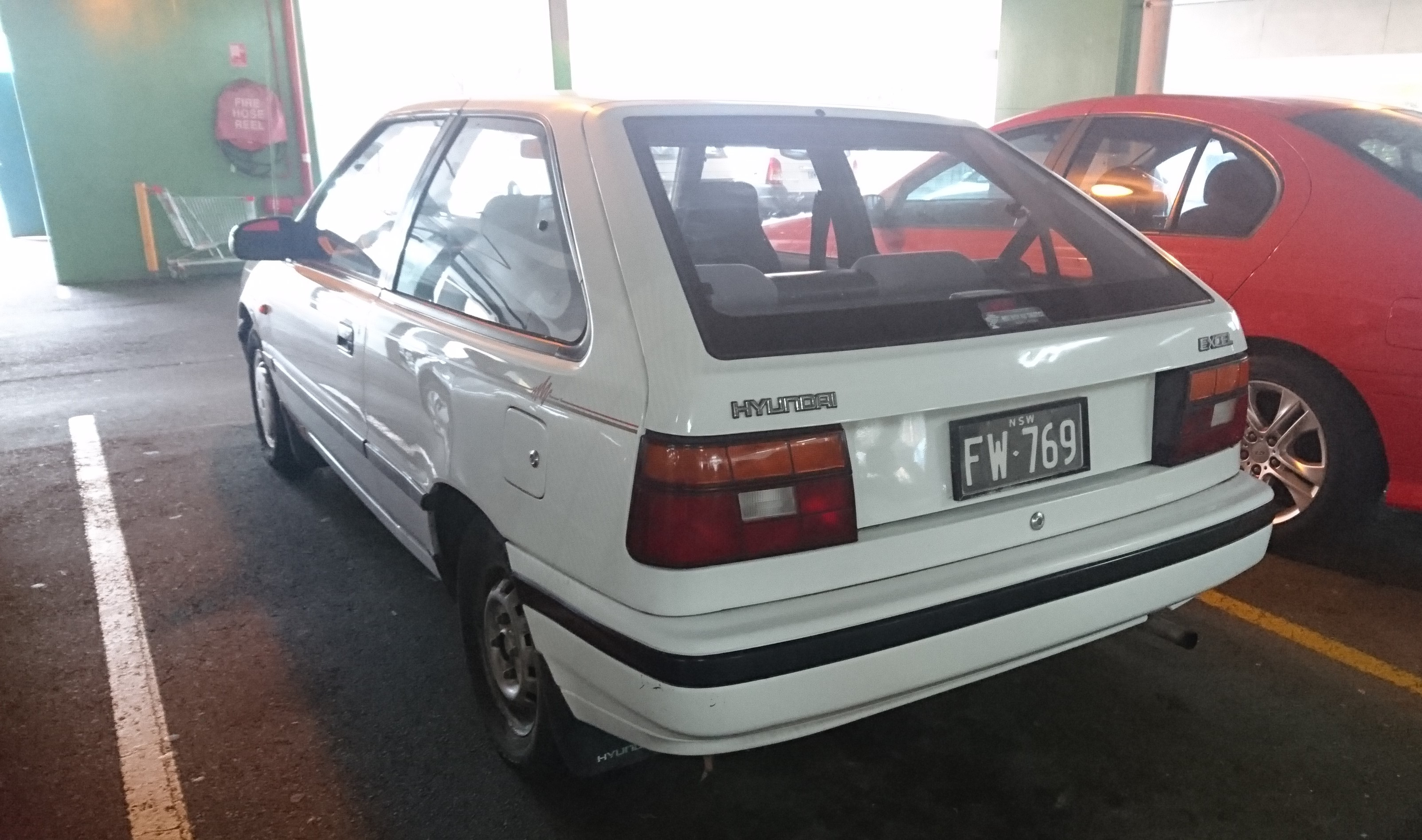
Hyundai Pony IV - tył

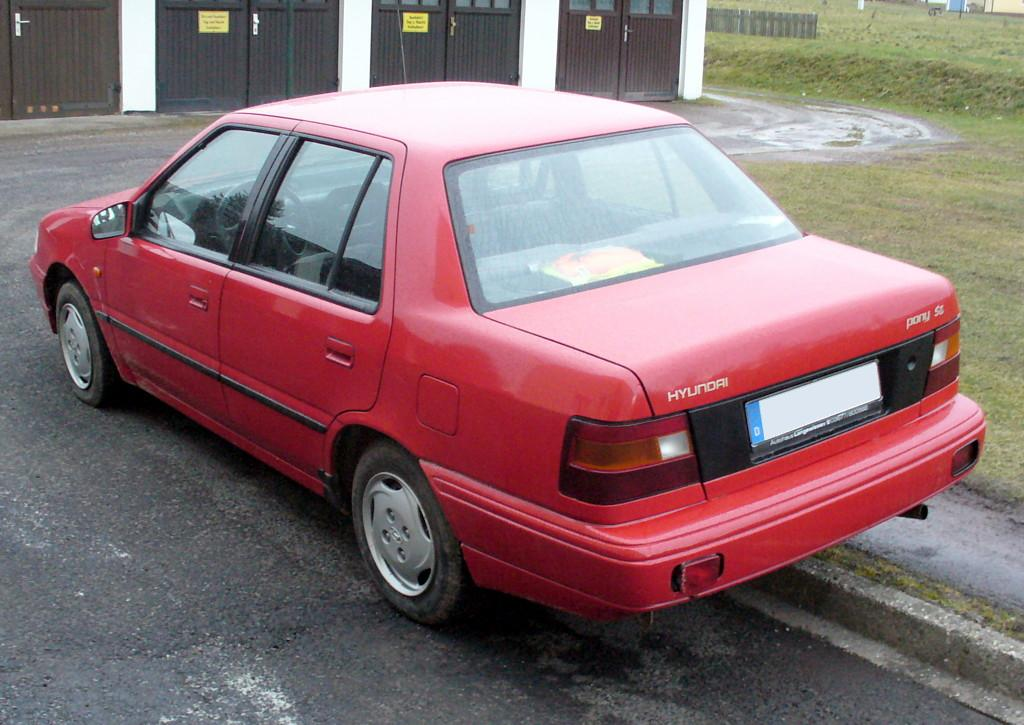
Hyundai Pony IV Sedan

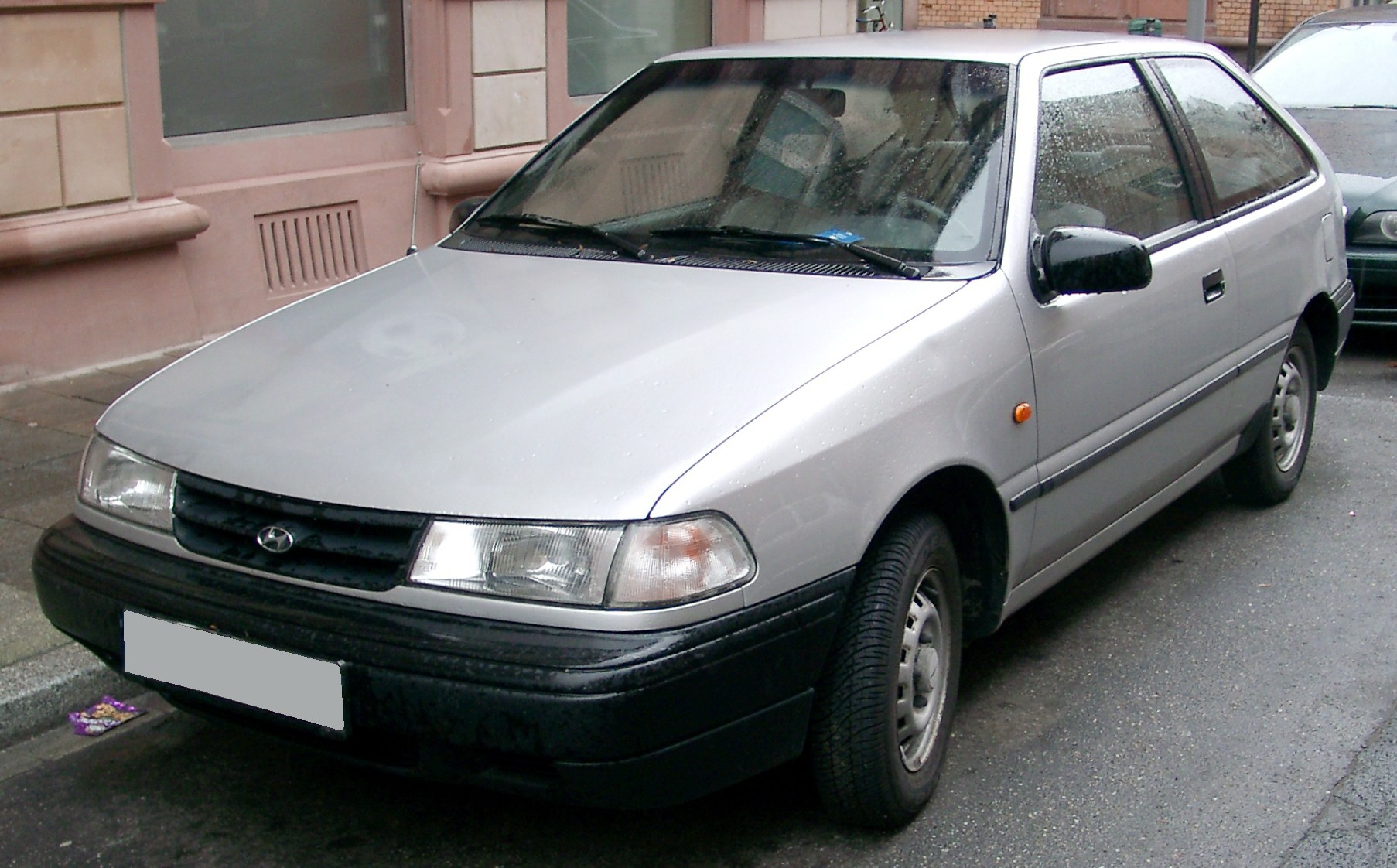
Hyundai Pony IV po liftingu

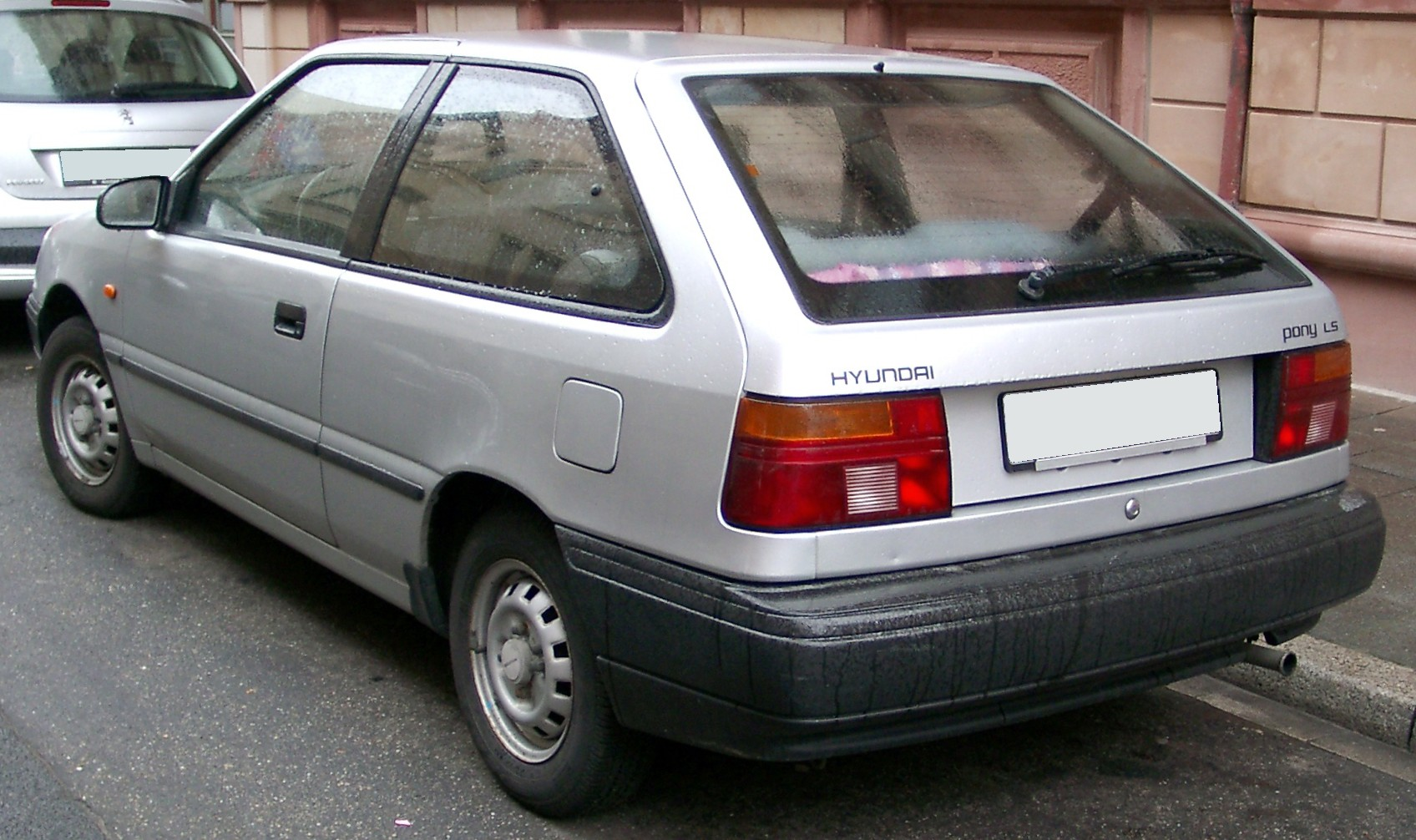
Hyundai Pony IV - tył po liftingu

Hyundai Pony IV został zaprezentowany po raz pierwszzy w 1989 roku.
Czwarta generacja Pony, podobnie jak druga generacja w stosunku do pierwszej, ponownie nie była całkowicie nową konstrukcją, lecz głęboko zmodernizowanym modelem trzeciej generacji. Samochód otrzymał zmodyfikowany kształt paneli nadwozia, które zaokrąglono. Pas przedni zyskał bardziej agresywnie zarysowane, podłużne reflektory, a także większe lampy tylne. Hyundai zdecydował się też zastosować zmodernizowaną kabinę pasażerską.
Czwarta generacja Hyundaia Pony była dostępna w trzech wersjach nadwozia: jako trzydrzwiowy lub pięciodrzwiowy hatchback oraz jako czterodrzwiowy sedan. Do wyboru były trzy skrzynie biegów – dwie skrzynie ręczne 4- lub 5-biegowe, bądź 4-biegowa skrzynia automatyczna – oraz dwa silniki; benzynowe motory o pojemnościach 1,3 lub 1,5 litra konstrukcji Mitsubishi.

### Lifting
W 1991 roku Pony czwartej generacji, podobnie jak globalna wersja, przeszło obszerną restylizację nadwozia. Pojawiły się smuklejsze, bardziej agresywnie stylizowane dwukloszowe reflektory, a także zmodyfikowany układ żarówek w tylnych lampach.

### Sprzedaż
Przez pierwsze dwa lata produkcji czwarta generacja Pony oferowana była wyłącznie w państwach Europy Zachodniej, z kolei w 1991 roku pojazd trafił do oferty także w regionie państw byłego ZSRR, a także środkowej i wschodniej Europy, w tym do Polski.
Podobnie jak trzecia generacja, Pony III oferowany był m.in. w Ameryce Północnej, Korei Południowej, Australii i Nowej Zelandii jako Hyundai Excel. W Wielkiej Brytanii samochód nosił z kolei nazwę Hyundai X2.
Produkcja i sprzedaż czwartej generacji Hyundaia Pony zakończyła się w 1995 roku, a w ówczesnej ofercie producenta jego miejsce zajęły dwa nowe modele - Accent oraz Lantra.

### Silniki
- L4 1.3l
- L4 1.5l